# Rosy Lilienfeld

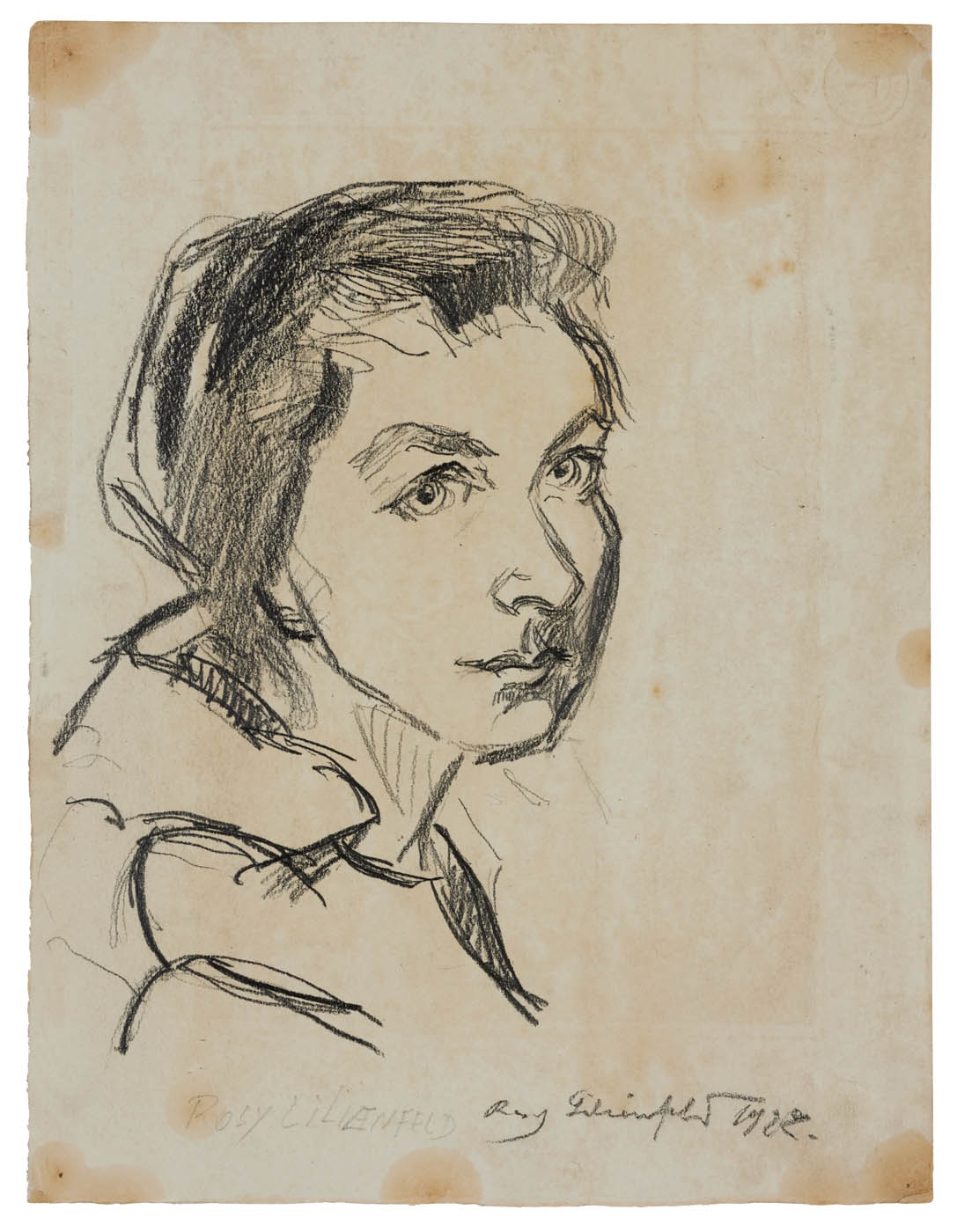
Rosy Lilienfeld, Selbstbildnis (1922)

Rosy Lilienfeld (geboren 17. Januar 1896 in Frankfurt am Main; ermordet 1942 im KZ Auschwitz) war eine expressionistische Künstlerin. Als jüdische Künstlerin wurde sie im Nationalsozialismus verfolgt und ermordet. Damit wird sie zur Verschollenen Generation von Kunstschaffenden gezählt, die von den Nationalsozialisten etwa wegen ihrer jüdischen Herkunft oder deren politischen Ansichten verfolgt wurden und die heute vielfach vergessen sind.

## Leben

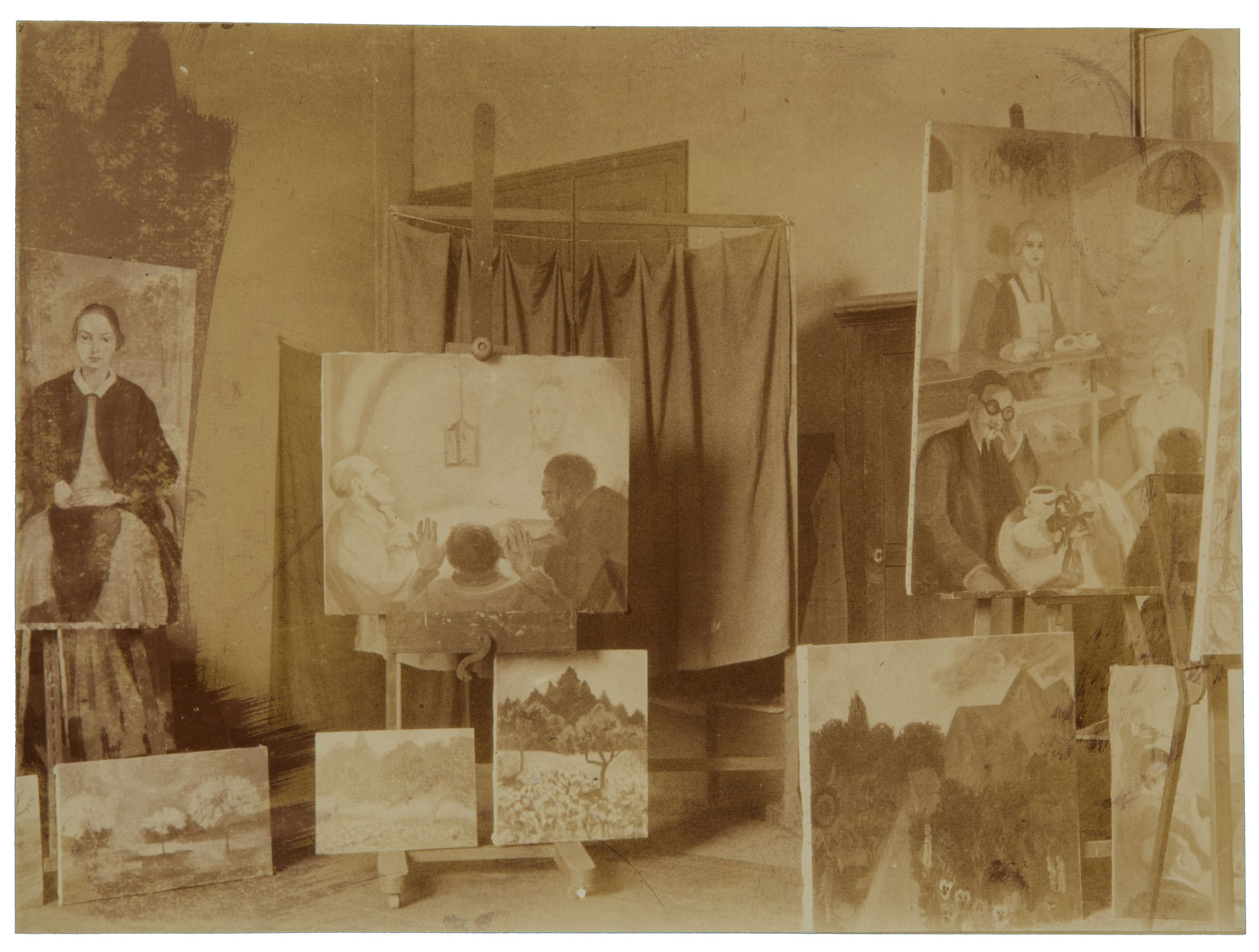
Foto des Ateliers von Rosy Lilienfeld im Städelschen Kunstinstitut

Lilienfeld stammte aus einer gutbürgerlichen jüdischen Familie. Ihre Eltern waren Ludwig Lilienfeld (gest. 1935) und Esther, genannt Minnie, die aus Melbourne, Australien stammte. Über ihre Schulausbildung ist nichts bekannt. 1918 mietete sie ein Atelier im Städelschen Kunstinstitut und studierte bei dem Maler Ugi Battenberg. Es wird vermutet, dass sie durch ihren Kontakt zu Ugi Battenberg und seiner Schwester Mathilde auch zur Künstlerin  Ottilie Roederstein (1859–1937) Kontakt hatte und von ihr gefördert wurde. Ab 1920 befand sich Lilienfeld immer wieder in psychiatrischer Behandlung in Kliniken.
Seit 1933 war Lilienfeld erwerbslos und konnte die Ateliermiete nicht mehr bezahlen. Nach dem Tod ihres Vaters geriet Lilienfeld in eine zunehmend prekäre finanzielle Lage. Ihre letzte nachgewiesene Ausstellung fand 1936 in der Reichsausstellung jüdischer Künstler in den Räumen des Jüdischen Museums in der Oranienburger Straße in Berlin statt. Im selben Jahr wurde ihr Atelier wegen angestauter Mietschulden geräumt. 1939 floh sie mit ihrer Mutter vor nationalsozialistischer Verfolgung nach Rotterdam. Ihre letzte bekannte Wohnadresse 1941 befand sich in Utrecht. Dort wurde sie 1942 verhaftet und in das niederländische Durchgangslager Westerbork gebracht, bevor sie am 28. September 1942 ins Konzentrationslager Auschwitz deportiert und dort ermordet wurde. Die Mutter überlebte die Schoa in den Niederlanden. Ein Bruder konnte nach England fliehen.

## Werke

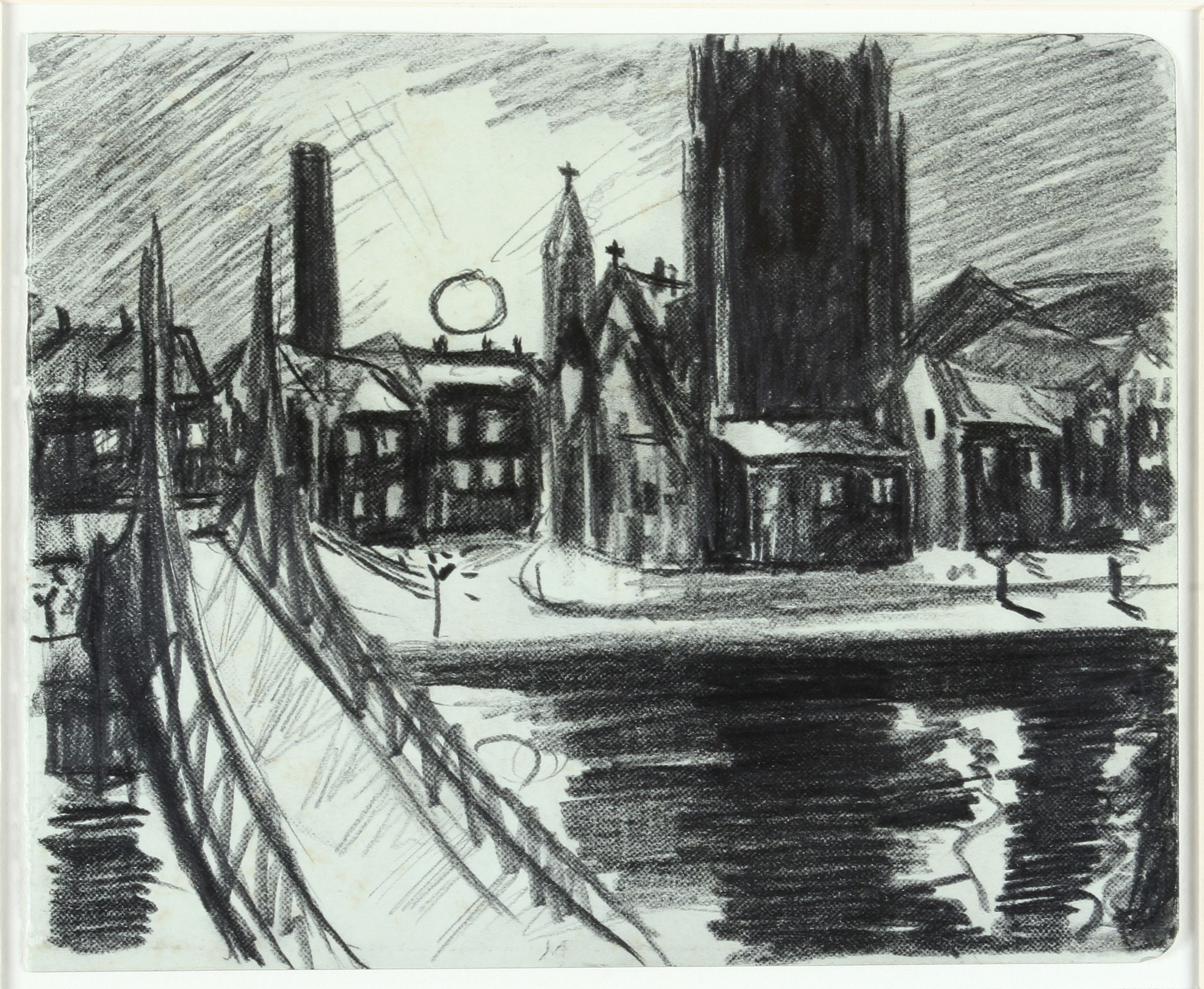
Rosy Lilienfeld, Frankfurt, Blick bei Sonnenaufgang auf den Main mit Eisernem Steg und Dom, 1926

Lilienfelds Name und Werk waren in der kunstgeschichtlichen Forschung lange Zeit völlig unbekannt. Das Jüdische Museum Frankfurt begann in den 1990er Jahren, ihre Werke systematisch zu sammeln und ihre Biografie zu erforschen. Einige wenige Zeichnungen befinden sich im Städelmuseum, im Jüdischen Museum Berlin und im Deutschen Literaturarchiv Marbach.
Lilienfelds frühesten überlieferten Werke – Zeichnungen, Grafiken und Radierungen – sind noch stark am Post-Impressionismus orientiert. Ab Mitte der 1920er Jahre wurde ihr Stil expressionistisch, womöglich durch den Einfluss Max Beckmanns, der zu dieser Zeit am Städelinstitut lehrte. Aus dieser Zeit sind zahlreiche Frankfurter Stadtansichten überliefert. Dass Lilienfeld auch malte, ist bekannt, es sind jedoch keinerlei Gemälde überliefert.

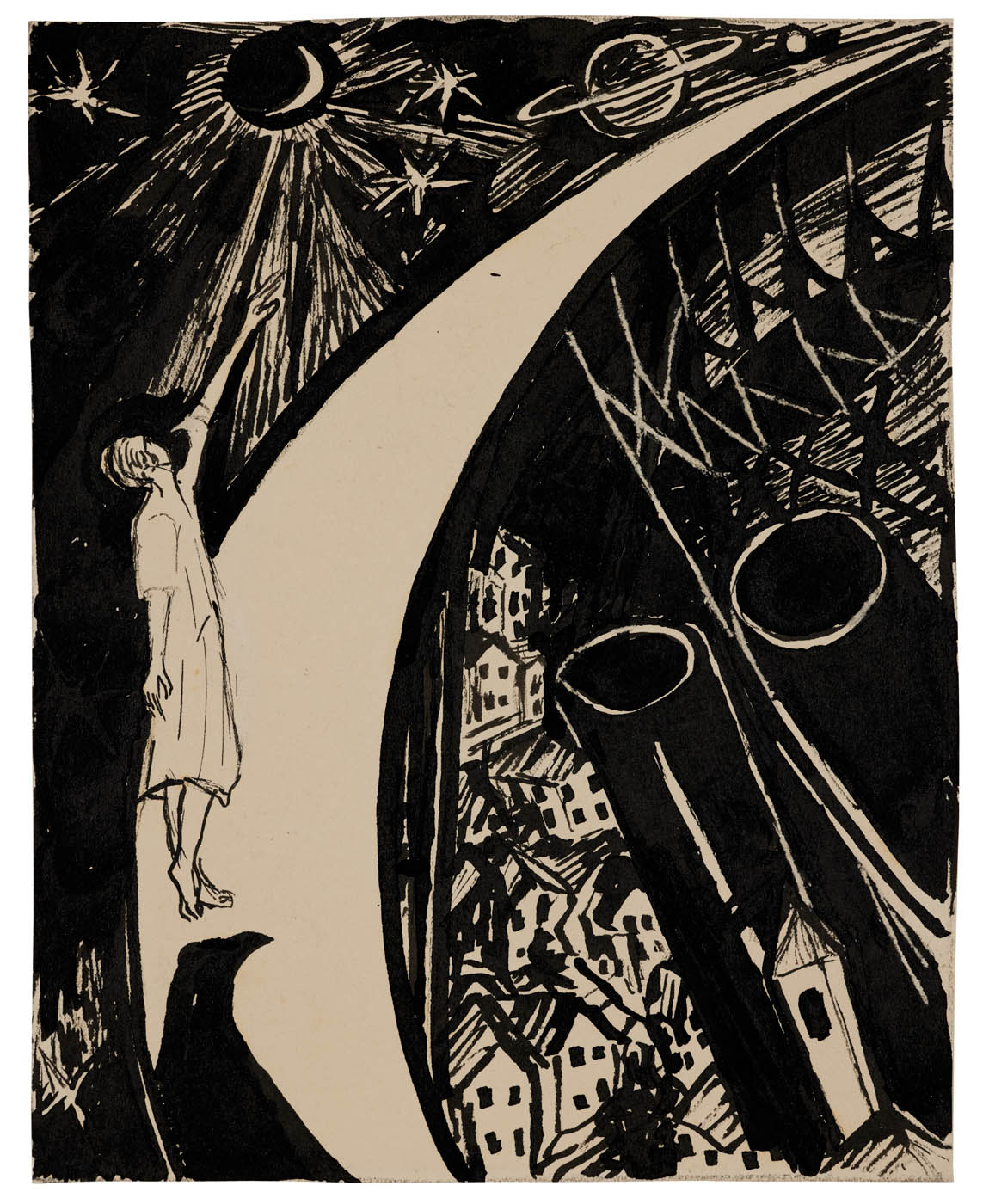
Rosy Lilienfeld, Nächtliche Traumszene mit Stadt, 1928

Ab Ende der 1920er entstanden Illustrationen zu zeitgenössischen und historischen literarischen Werken – zu dieser Zeit ein beliebtes Feld für Künstlerinnen, möglicherweise aber auch der Wirtschaftskrise und den hohen Preisen für Leinwände und Farbe geschuldet. Darunter sind Illustrationen zu Werken von Fjodor Dostojewski, Franz Kafka, Gottfried Keller, Joseph Roth und Edgar Allan Poe. Parallel dazu setzte sich Lilienfeld im Sinne der Jüdischen Renaissance mit chassidischen Erzählungen auseinander, als eine der ganz wenigen weiblichen Künstlerinnen. Dazu gehören die Legende des Baalschem von Martin Buber sowie ein Mappenwerk zum Messiasprätendenten Schabbtai Zvi.

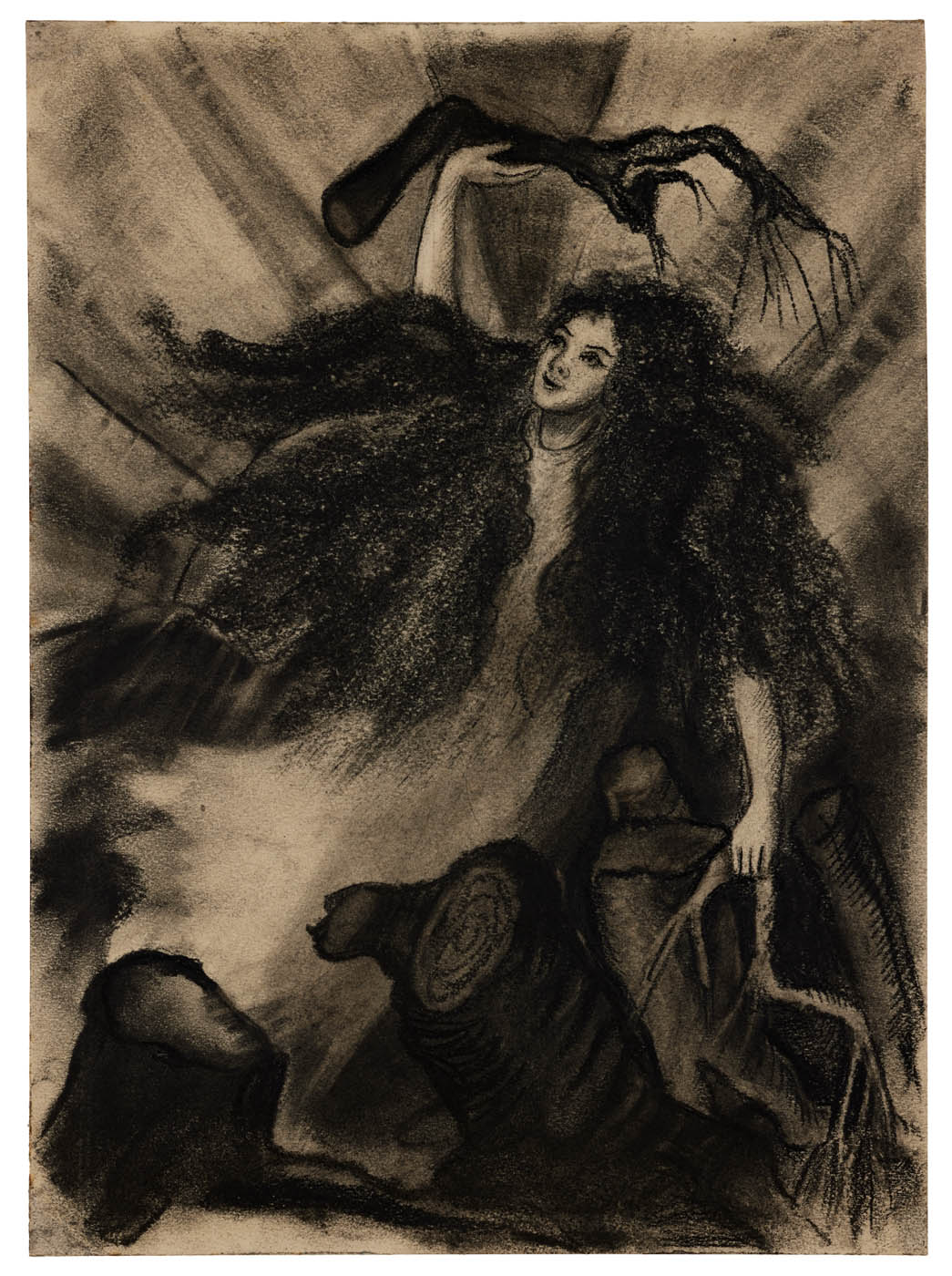
Rosy Lilienfeld, Die Freude vertilgt die Wurzeln der falschen Wünsche. Aus der Mappe „Bilder zu der Legende des Baalschem“
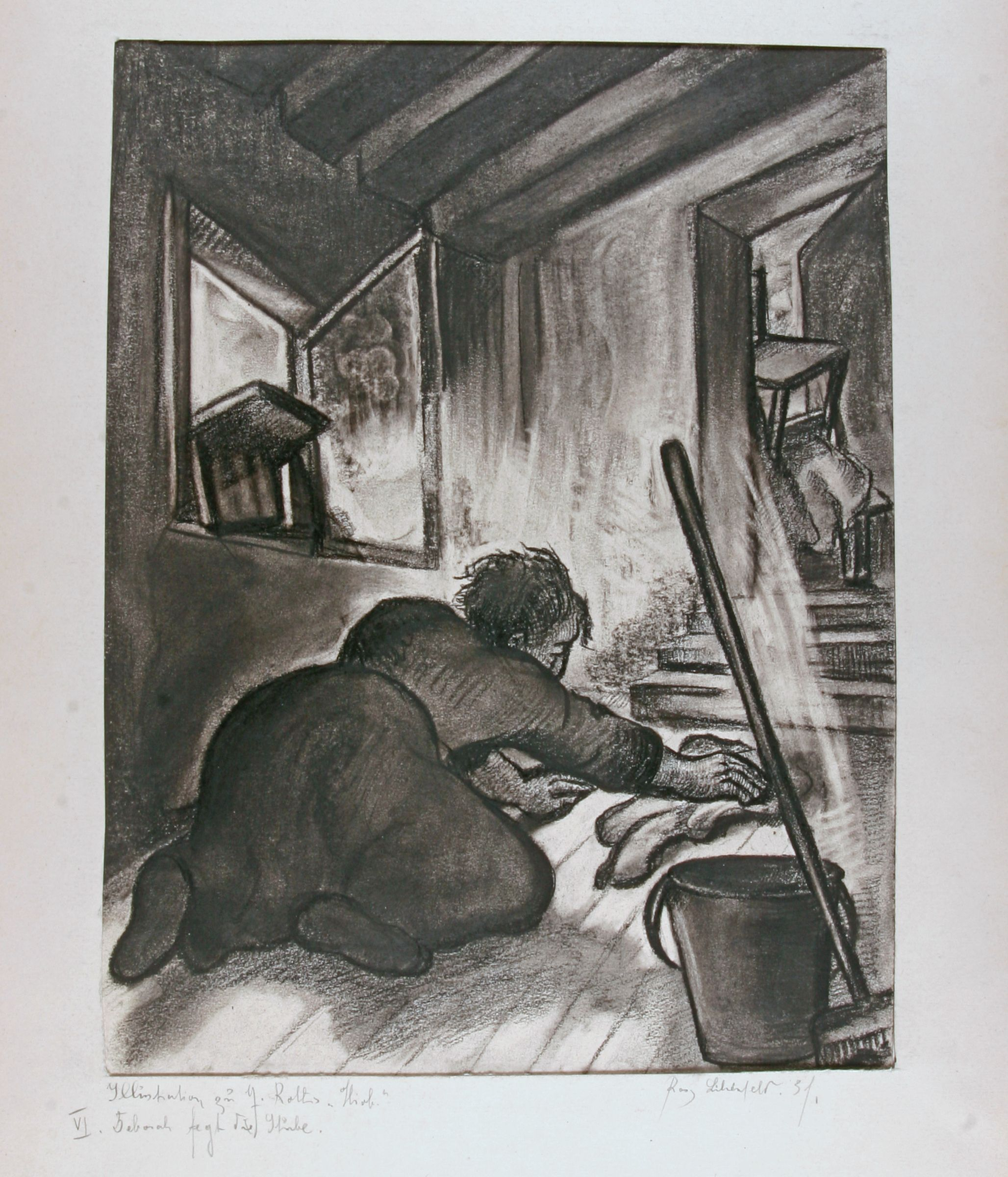
aus: Rosy Lilienfeld, Deborah fegt die Stube. Illustrationen zu Joseph Roths „Hiob“, 1931
Rosy Lilienfeld, Bauernhof oder abgelegenes Haus in einer Landschaft, aus den Illustrationen zur Legende des Baalschem, 1930
Rosy Lilienfeld, Szene aus den Illustrationen zur Legende des Baalschem, 1930

## Ausstellungen
- 2022: Zurück ins Licht. Vier Künstlerinnen – Ihre Werke. Ihre Wege im Jüdischen Museum Frankfurt

## Publikationen (Auswahl)
- Bilder zur Legende des Baalschem. Löwit, Leipzig 1935.
- Illustrationen zu: Franz Kafka: Die Verwandlung. Büchergilde Guttenberg, Frankfurt am Main 2024, ISBN 978-3-7632-7471-0.